# Филипп IV (король Франции)
Фили́пп IV Краси́вый (фр. Philippe IV le Bel, 8 апреля/июнь 1268, Фонтенбло — 29 ноября 1314, Фонтенбло) — король Франции с 1285, король Наварры 1284—1305, сын Филиппа III Смелого, из династии Капетингов.

## Характеристика
Правление Филиппа Красивого (1285—1314) сыграло важную роль в процессе упадка политического могущества феодалов и укрепления монархизма во Франции. Он продолжал дело отца и деда, но условия его эпохи, особенности характера и интриги придворных советников временами приводили к проявлению агрессии и жестокости в политике короля. Правление Филиппа укрепило влияние Франции в Европе. Многие его действия, от войны с Фландрией до казни тамплиеров, были направлены на пополнение бюджета страны и укрепление армии.

## Тяжба с английским королём

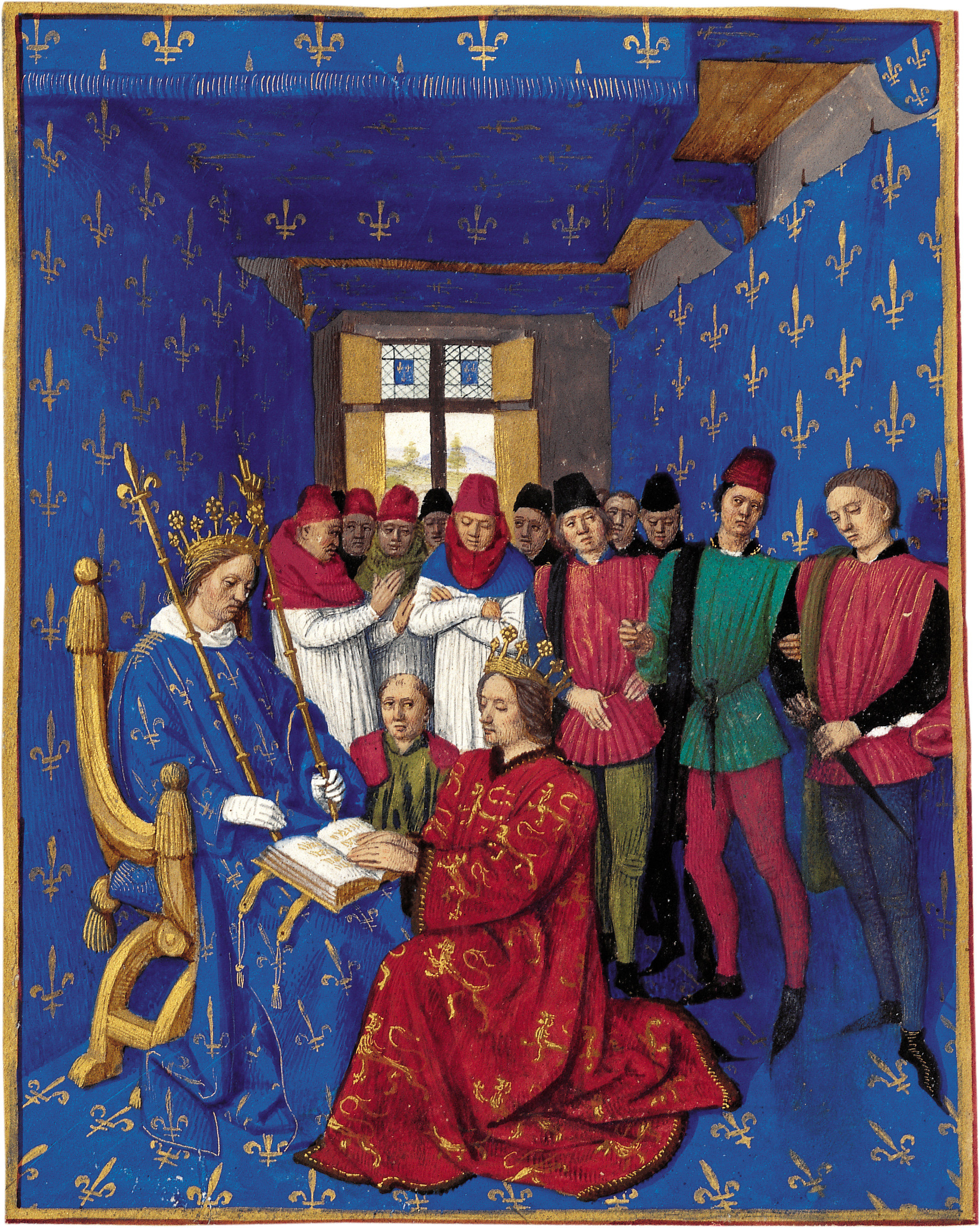
Оммаж Эдуарда I королю Филиппу. Миниатюра из Больших французских хроник. XV в.

Советники Филиппа, воспитанные в духе традиций римского права, старались всегда подыскать законную почву для требований и домогательств короля и облекали важнейшие дипломатические споры в форму судебных процессов. Всё правление Филиппа наполнено ссорами, «процессами», дипломатическим сутяжничеством самого беззастенчивого свойства.
Так, подтвердив за королём Англии Эдуардом I владение Гиенью, Филипп после ряда придирок вызвал его на суд, зная, что Эдуард, воевавший как раз в это время с шотландцами, явиться не может. Эдуард, боясь войны с Филиппом, прислал к нему посольство и на сорок дней позволил ему занять Гиень. Филипп занял герцогство и не захотел, по условию, оставить его. Начались дипломатические переговоры, которые привели к началу военных действий; но в конце концов Филипп отдал Гиень, с тем чтобы английский король по-прежнему принёс ему присягу и признал себя его вассалом. Происходило это в 1295—1299 гг. Военные действия против Англии окончились потому, что союзники англичан, фламандцы, преследуя свои интересы, стали тревожить север королевства. Для упрочнения мира с Англией Филипп отдал свою дочь Изабеллу за английского короля Эдуарда II, сына Эдуарда I.

## Война за Фландрию
Филипп IV сумел расположить к себе фламандское городское население; граф Фландрии остался почти одинок перед вторгшейся французской армией и попал в плен, а Фландрия была присоединена к Франции. В том же 1301 году начались волнения среди покорённых фламандцев, которых притесняли французский наместник Шатийон и другие ставленники Филиппа. Восстание охватило всю страну, и в битве при Куртре (1302) французы были разбиты наголову. После этого война с переменным успехом длилась больше двух лет; только в 1305 году фламандцы были вынуждены уступить Филиппу часть своей территории, признать вассальную зависимость остальных земель, выдать для казни около 3000 граждан, разрушить крепости и т.д. Война с Фландрией затянулась главным образом потому, что внимание Филиппа Красивого было отвлечено борьбой с папой Бонифацием VIII.

## Борьба с папой. Авиньонское пленение пап

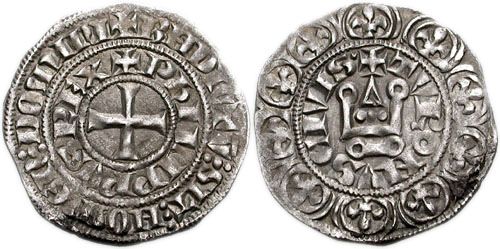
Монета Филиппа IV Красивого (1306)

В первые годы своего понтификата Бонифаций VIII относился довольно дружелюбно к французскому королю, но вскоре они рассорились. Осенью 1296 года Бонифаций издал буллу Clericis laicos, категорически запрещавшую духовенству платить подати мирянам, а мирянам — требовать таких платежей у духовенства без специального соизволения римской курии. Филипп, вечно нуждавшийся в деньгах, видел в этой булле ущерб своим экономическим интересам и прямое противодействие начинавшей господствовать при парижском дворе доктрине о том, что духовенство обязано деньгами помогать нуждам своей страны.
В ответ на буллу Филипп Красивый запретил вывоз из Франции золота и серебра; папа, таким образом, лишился значительной статьи дохода, и это заставило его уступить: Бонифаций издал новую буллу, отменявшую предыдущую, и даже в знак особого благоволения канонизировал деда короля, Людовика IX.
Эта уступчивость не привела к прочному миру с Филиппом, которого соблазняло богатство французской церкви. Легисты, окружавшие короля, — в особенности Гийом Ногарэ и Пьер Дюбуа — советовали королю изъять из ведения церковной юстиции целые категории уголовных дел. В 1300 году отношения между Римом и Францией приняли очень напряжённый характер. Епископ Памьерский Бернар Сессе, посланный Бонифацием к Филиппу в качестве специального легата, вёл себя очень дерзко: как многие уроженцы Лангедока, он ненавидел северных французов. Король начал против него судебный процесс и потребовал, чтобы папа лишил Бернара духовного сана; епископ обвинялся не только в оскорблении короля, но и в измене и иных преступлениях.
Папа в декабре 1301 года ответил Филиппу обвинением его самого в посягательстве на духовную власть и потребовал его к своему суду. В булле Ausculta fili он подчёркивал всю полноту папской власти и её преимущество над любой светской властью. Король (по преданию, сжёгши эту буллу) созвал в апреле 1302 года Генеральные штаты, первые во французской истории. Дворяне и представители городов выразили безусловную поддержку королевской политике. Духовные лица обратились к папе с просьбой разрешить им не ездить в Рим, куда он звал их на собор, готовившийся против Филиппа. Бонифаций не согласился, но священники всё же в Рим не поехали ввиду королевского запрета.
На соборе, который состоялся осенью 1302 года, в булле Unam Sanctam Бонифаций снова подтвердил своё мнение о супрематии духовной власти над светской, «духовного меча» над «мирским». В 1303 году он освободил часть подвластных Филиппу земель от вассальной присяги, а король в ответ созвал собрание высших духовных лиц и светских баронов, перед которым Ногарэ обвинил Бонифация во всевозможных злодействах.
После этого Ногарэ с небольшой свитой выехал в Италию, чтобы арестовать папу, у которого были там смертельные враги, сильно облегчившие задачу французского агента. Папа уехал в Ананьи, не зная, что жители города готовы изменить ему. Ногарэ и его спутники свободно вошли в город, проникли во дворец и здесь вели себя грубо, едва не применив насилие (есть версия о пощёчине, данной папе). Через два дня настроение жителей Ананьи изменилось, и они освободили папу. Спустя несколько дней Бонифаций VIII умер, а через 10 месяцев умер и его преемник, Бенедикт XI. Эта смерть произошла очень кстати для французского короля, поэтому слухи обвинили его в отравлении.
Новый папа, француз Климент V, избранный в 1305 году после девятимесячной избирательной борьбы, перенёс свою резиденцию в Авиньон. Этот город не подчинялся Филиппу, но находился под влиянием французского правительства. Таким образом Филипп сделал курию орудием в своих руках.

## Разгром ордена тамплиеров
Начало этого противостояния, унёсшего множество жизней, как отмечали современники, положил случай. Королю Филиппу Красивому доложили, что его аудиенции добивается некий человек, ожидающий смертного приговора. Он утверждал, что обладает сведениями государственной важности, но сообщить их может только лично королю. Этот человек в итоге был допущен к Филиппу. Он рассказал, что, сидя в камере смертников вдвоём с неким приговорённым, услышал на его исповеди ценную информацию (в то время в Европе бытовала судебная мера не допускать до церковного причастия людей, совершивших особо тяжкие преступления, поэтому такие преступники нередко перед казнью исповедовали свои грехи друг другу). С его слов, этот некто входил в Орден Тамплиеров и рассказал о грандиозном заговоре этого ордена против светских монархий. Обладая огромными финансовыми возможностями, Орден постепенно с помощью кредитов, а также взяток и подкупов взял под контроль едва ли не половину знати и дворянских родов Франции, Италии и Испании, фактически создав своё государство в других государствах. Также осуждённый утверждал, что основанный поначалу как христианский, Орден давно отступил от христианства. На своих собраниях тамплиеры (в том числе и сам свидетель) занимались спиритизмом и гаданием. Члены ордена при вступлении в него плевали на крест, вслух отрекались от власти церкви над собой.
Выслушав доносчика, Филипп распорядился помиловать его и «наградить кошелём монет за ценные сведения».

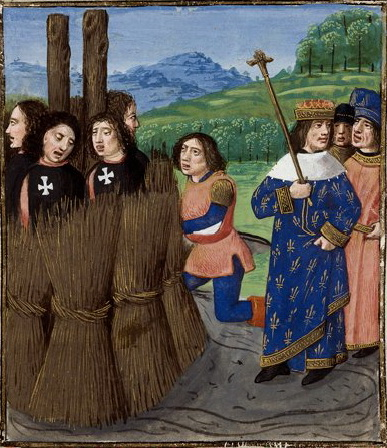
Казнь тамплиеров. Миниатюра из французской рукописи сочинения Джованни Бокаччо «О несчастьях знаменитых людей» (1467)

Связавшись с Римом, Филипп втайне даже от своих приближённых с несколькими доверенными ему людьми разработал операцию по аресту членов ордена. Население в целом негативно относилось к рыцарям, их поместья и замки традиционно пользовались дурной славой. Например, крестьяне южных провинций обвиняли тамплиеров в воровстве девушек и молодых мальчиков для привлечения к участию в оргиях, которые предположительно проводились рыцарями ордена.
На многочисленных судах, состоявшихся после ареста, вскрылись подробности, которые взбудоражили общественное мнение Европы. Помимо открытого неповиновения государственной власти в лице короля со стороны глав ордена и прежде всего его магистра Жака де Моле, были доказаны многочисленные факты уклонения от уплаты налогов, финансовые махинации с недвижимостью (в основном с землёй в южных провинциях), ростовщичество, факты дачи взяток, спекулятивное повышение цен на продукты в неурожайные годы, скупка краденого и многие другие преступления. Однако основная масса доказательств была собрана королевскими судьями с применением обычных в то время при судопроизводстве пыток.
Орден был ликвидирован и запрещён, его имущество — конфисковано. Но многие исследователи полагают, что далеко не все богатства тамплиеров удалось отследить и изъять. Считается, что значительная часть денег была вывезена за пределы Франции (прежде всего, в Испанию и Италию). Учитывая тот короткий срок, за который ордену удалось обосноваться в Испании, эту версию можно считать правдоподобной.
Папа довольно слабо настаивал на обвинении (если учесть тяжесть проступков с точки зрения католической догматики), многие тамплиеры ушли от ответственности в провинциях, где большое влияние имел папа либо итальянская знать. Возможно, папская курия была их заёмщиком.

## Финансовая деятельность
Основным нервом всей деятельности Филиппа было постоянное стремление наполнить пустую королевскую казну. Для этого два раза (1313 и 1314 гг.) созывались Генеральные штаты и отдельно городские представители; для этого же продавались и отдавались в аренду различные должности, производились насильственные займы у городов, облагались высокими налогами товары (так, в 1286 году был введён габель, просуществовавший до 1790 года) и имения, чеканилась низкопробная монета. Население страны, особенно не занятое в торговле, жило очень бедно.
Выпускаемые им золотистые монеты содержали много меди, а когда позолоченная поверхность быстро стиралась, первым делом инородный элемент проступал на самой выпуклой части монеты, то есть на носу короля. Поэтому в народе его прозвали «Красноносым».
В 1306 году Филипп даже вынужден был бежать на время из Парижа, пока не прошла народная ярость из-за королевского ордонанса о максимуме цен.
Также Филипп Красивый знаменит своим изгнанием из Франции евреев 1306 г. и запретом деятельности итальянских банкиров (ломбардцев) в 1311 г. В обоих случаях собственность изгнанников конфисковывалась и пополняла королевскую казну.
Администрация была сильно централизована; в особенности это давало себя чувствовать в провинциях, где ещё сильны были феодальные традиции. Права феодалов были значительно ограничены (например, в чеканке монет). Короля не любили за слишком алчную экономическую политику.
Энергичная внешняя политика Филиппа относительно Англии, Германии, Савойи и всех пограничных владений, часто приводившая к увеличению французских владений, была единственным его достижением, которое ценили и современники, и последующие поколения.

## Смерть

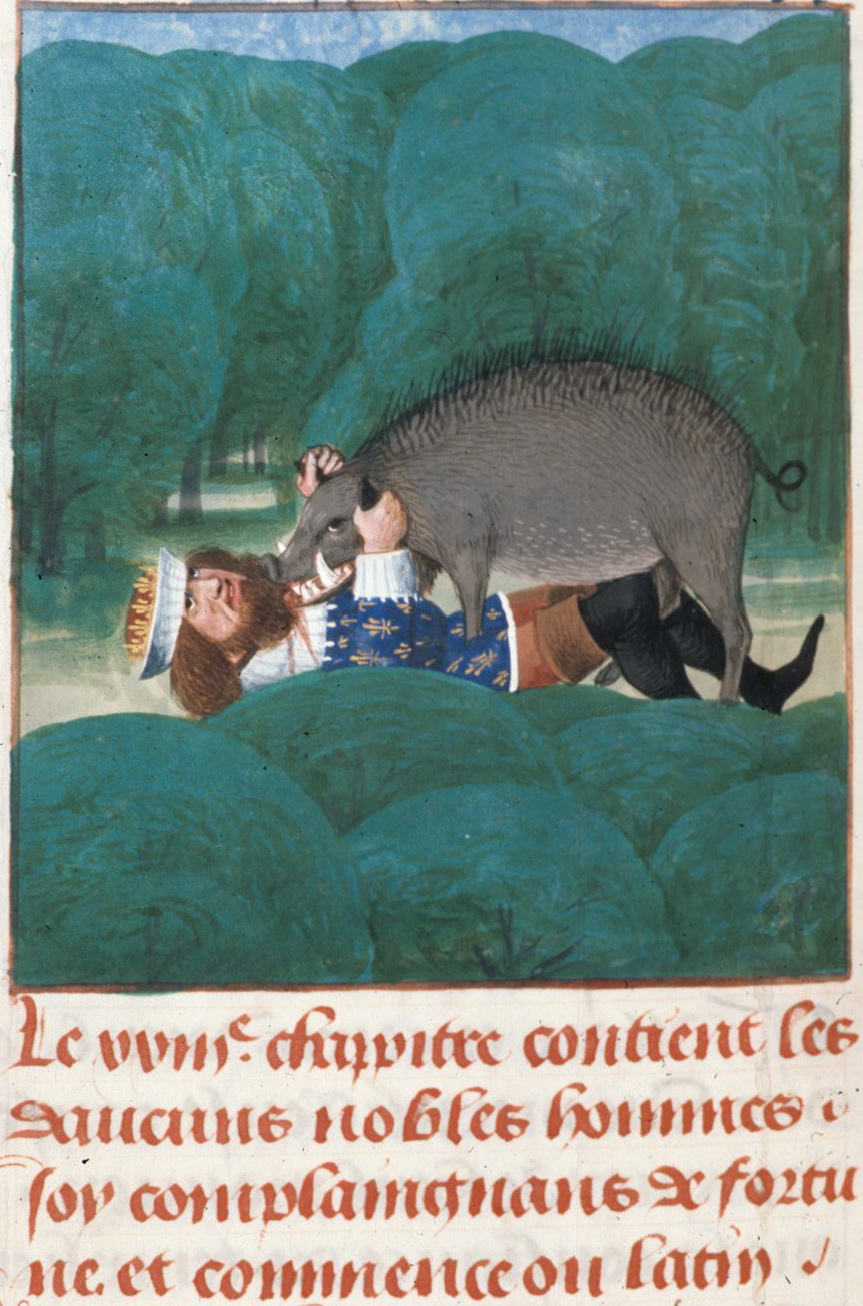
Смерть Филиппа IV. Миниатюра из французской рукописи сочинения Джованни Бокаччо «О несчастьях знаменитых людей» (1467)

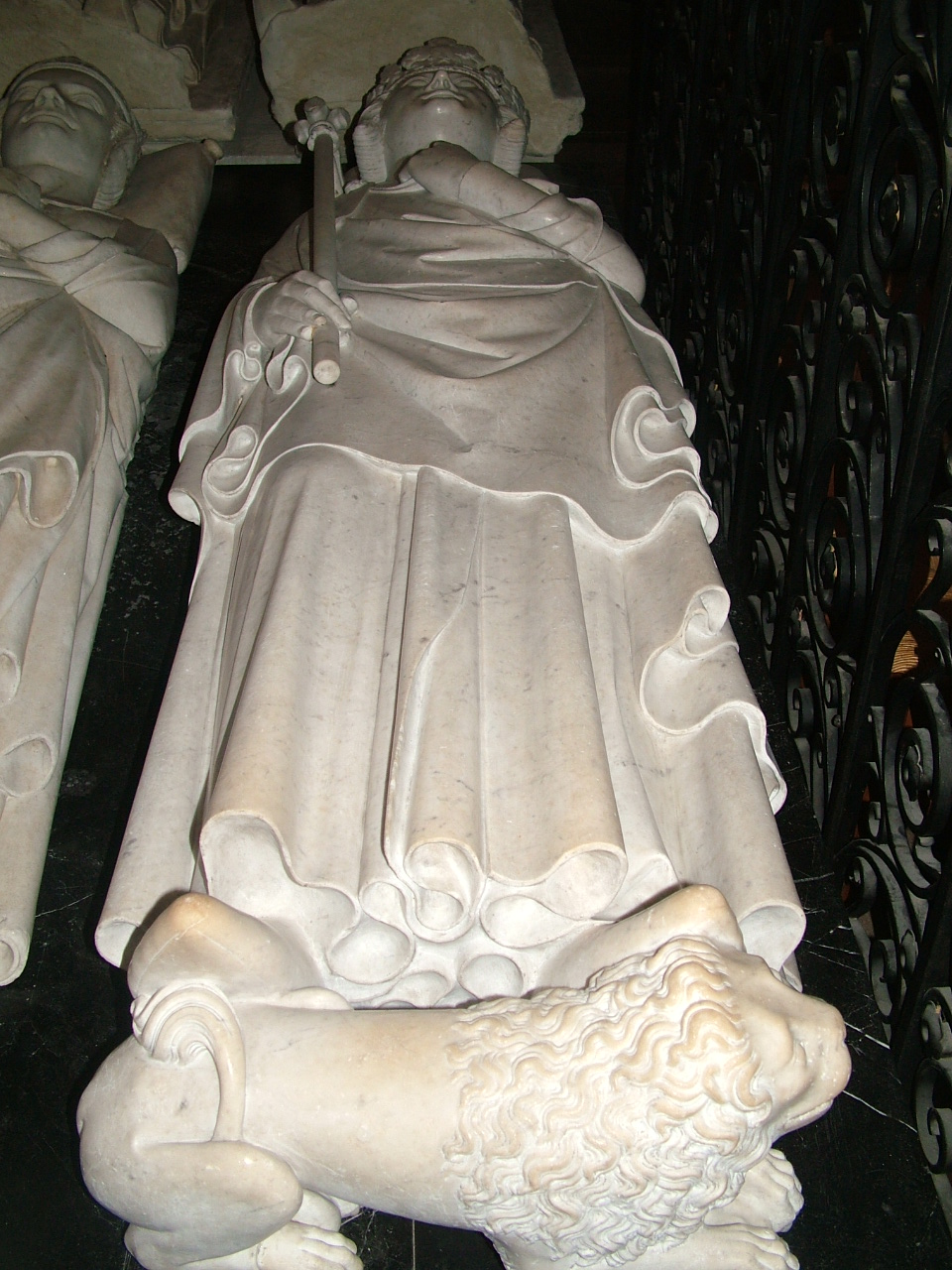
Надгробие Филиппа IV Красивого

Филипп IV Красивый умер 29 ноября 1314 года на 47-м году жизни в месте своего рождения — Фонтенбло, через 25 дней после инсульта, произошедшего с ним на охоте в лесу Пон-сен-Максанс. Многие связывали его смерть с проклятием великого магистра ордена тамплиеров Жака де Моле, который перед своей казнью 18 марта 1314 года в Париже предрёк Филиппу смерть менее чем через год. Но скорее всего, виной всему был обширный инсульт. Похоронен в Базилике аббатства Сен-Дени под Парижем. Преемником стал его сын Людовик X Сварливый, который умер от болезни через два года, не оставив при жизни наследника мужского пола. Рожденный уже после его смерти сын Иоанн I прожил лишь 5 дней. Второй и третий сын Филиппа Красивого Филипп V и Карл IV также не оставили мужского потомства, что вызвало пресечение старшей линии Капетингов. Карл IV пережил своего отца лишь на 14 лет, после чего на престол предъявлял претензии внук Филиппа IV Красивого — английский король Эдуард III, сын Изабеллы Французской. Французская аристократия пыталась помешать английскому королю взойти на французский трон, взяла на вооружение Салический закон, запрещавший женщинам и потомкам по женской линии занимать трон. Как следствие, на трон Франции в 1328 году взошёл Филипп VI Валуа, племянник Филиппа Красивого, что стало одной из причин Столетней войны.

## Семья и дети

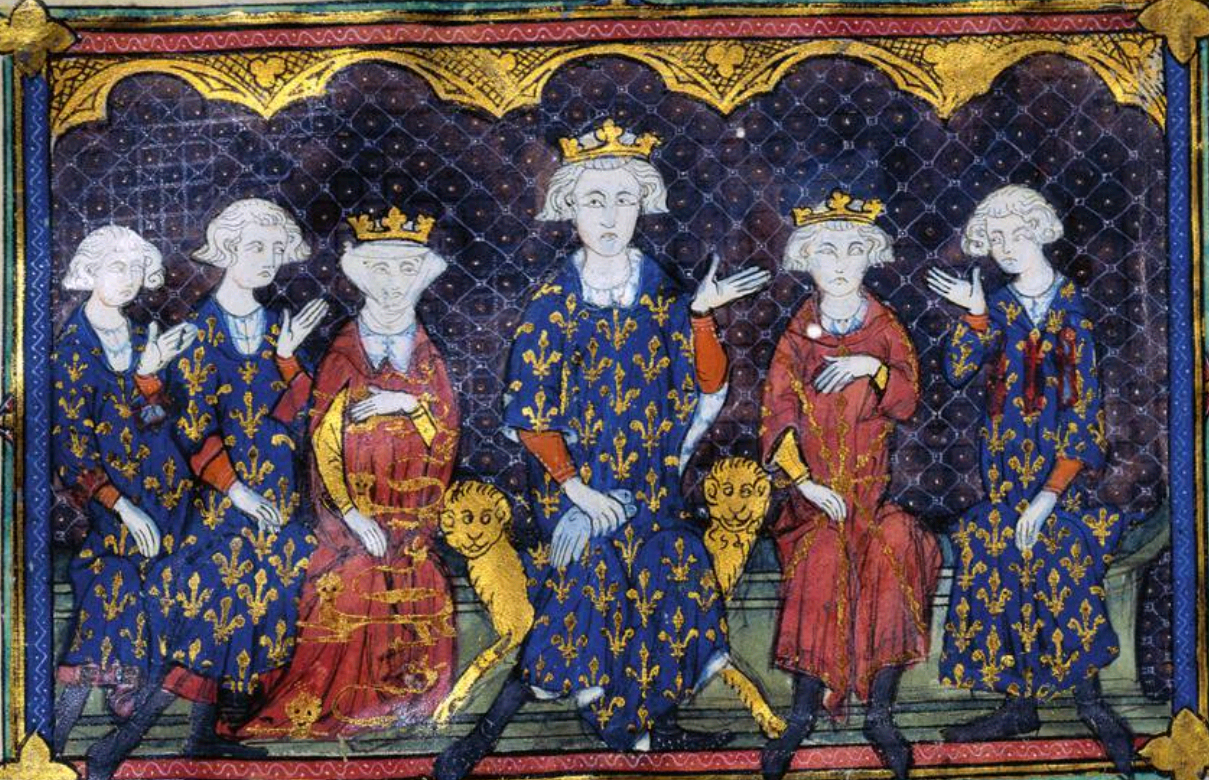
Филипп IV с семьёй

Был женат с 16 августа 1284 на Жанне I (14 января 1273 — 2 апреля 1305), королеве Наварры и графине Шампанской с 1274 года. Этот брак дал возможность присоединить к королевскому домену Шампань, а также привёл к первому объединению Франции и Наварры в рамках личной унии (до 1328 года).
У пары родились семеро детей:

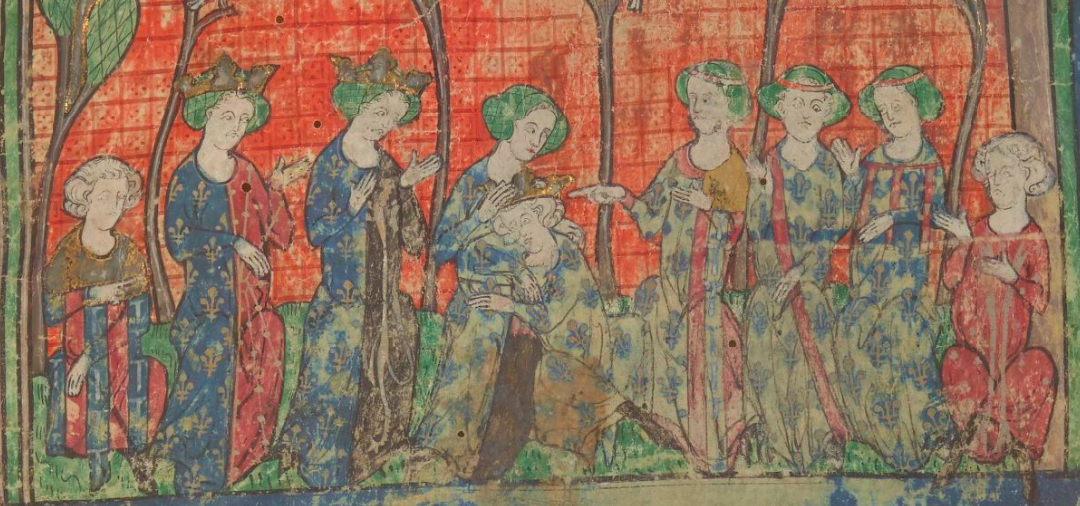
Филипп IV утешаемый семьёй

- Маргарита (1288—1300) (была обещана в 1294 г. Фердинанду IV)
- Людовик X (4 октября 1289—5 июня 1316), король Франции (с 1314) и Наварры (с 1307 года)
- Бланка (1290—1294)
- Филипп V (17 ноября 1291—3 января 1322), король Франции и Наварры (с 1316 года)
- Карл IV (18 июня 1294—1 февраля 1328), король Франции и Наварры (с 1322 года)
- Изабелла (1295/96[6] — 22 августа 1358), жена с 25 января 1308 года английского короля Эдуарда II и мать Эдуарда III. От Изабеллы происходят претензии Плантагенетов на французскую корону, послужившие предлогом к началу Столетней войны.
- Роберт Французский (1297—август 1308).

Будучи ещё довольно молодым вдовцом (37 лет), Филипп IV не женился повторно. Сведений о личной жизни короля после смерти супруги история не сохранила.

## Филипп IV в искусстве
Филипп IV является одним из центральных героев романа «Железный король» (цикл «Проклятые короли») французского писателя Мориса Дрюона.
Филиппа IV можно увидеть в компьютерной игре Assassin’s Creed Unity в эпизоде ареста и сожжения магистра Ордена тамплиеров Жака де Моле. Голос за кадром говорит: «Жак Де Моле был гением, которого предал тот, кому он больше всего доверял — продажный король Франции».
Филипп IV упоминается в «Божественной комедии» Данте Алигьери.

## Киновоплощения
- Жорж Маршаль в мини-сериале «Проклятые короли», 1972 год
- Чеки Карио в мини-сериале «Проклятые короли», 2005 год.
- Эд Стоппард в сериале «Падение ордена», 2017 год.